# Marginocephalia
A Marginocephalia (jelentése 'rojtosfejűek') a madármedencéjű dinoszauruszok egyik kládja, amely tartalmazza a vastag koponyájú pachycephalosaurusokat és a szarvas ceratopsiákat. Két vagy négy lábon járó növényevők voltak, és a koponyájuk hátsó részén egy csontos tarajjal vagy nyakfodorral rendelkeztek. A klád a késő jura időszakban fejlődött ki, és a késő kréta időszakban terjedt el Észak-Amerika és Ázsia területén.

## Osztályozás
A kládot Paul Sereno definiálta 1986-ban, ide sorolva a Triceratops horridust (Marsh, 1889), a Pachycephalosaurus wyomingensist (Brown & Schlaikjer, 1943), és kizárva a Heterodontosaurus tuckit (Crompton & Charig 1962), a Hypsilophodon foxiit (Huxley, 1869), valamint az Ankylosaurus magniventrist (Brown, 1908).

## Taxonómia
HETERODONTOSAURIFORMES KLÁD
- Heterodontosauridae család
- MARGINOCEPHALIA KLÁD
  - Pachycephalosauria alrendág
  - Ceratopsia alrendág
    - Yinlong
    - Chaoyangsaurus
    - Psittacosauridae család
    - Neoceratopsia
      - Liaoceratops
      - Archaeoceratops
      - Leptoceratopsidae család
      - Coronosauria
        - Protoceratopsidae család
        - Ceratopsidae család

## Törzsfejlődés
Az alábbi kladogram Zheng (Cseng) és kollégái 2009-es elemzése alapján készült.
|         | Goyocephale                                                            |
|         |                                                                        |
| unnamed | \| \| Homalocephale \| \| \| \| \| \| Pachycephalosauridae \| \| \| \| |
|         | \| \| Homalocephale \| \| \| \| \| \| Pachycephalosauridae \| \| \| \| |
|         | Homalocephale                                                          |
|         |                                                                        |
|         | Pachycephalosauridae                                                   |
|         |                                                                        |

|  | Homalocephale        |
|  |                      |
|  | Pachycephalosauridae |
|  |                      |

|         | Goyocephale                                                            |
|         |                                                                        |
| unnamed | \| \| Homalocephale \| \| \| \| \| \| Pachycephalosauridae \| \| \| \| |
|         | \| \| Homalocephale \| \| \| \| \| \| Pachycephalosauridae \| \| \| \| |
|         | Homalocephale                                                          |
|         |                                                                        |
|         | Pachycephalosauridae                                                   |
|         |                                                                        |

|  | Homalocephale        |
|  |                      |
|  | Pachycephalosauridae |
|  |                      |

|         | Archaeoceratops                                                    |
|         |                                                                    |
| unnamed | \| \| Leptoceratopsidae \| \| \| \| \| \| Coronosauria \| \| \| \| |
|         | \| \| Leptoceratopsidae \| \| \| \| \| \| Coronosauria \| \| \| \| |
|         | Leptoceratopsidae                                                  |
|         |                                                                    |
|         | Coronosauria                                                       |
|         |                                                                    |

|  | Leptoceratopsidae |
|  |                   |
|  | Coronosauria      |
|  |                   |

|         | Archaeoceratops                                                    |
|         |                                                                    |
| unnamed | \| \| Leptoceratopsidae \| \| \| \| \| \| Coronosauria \| \| \| \| |
|         | \| \| Leptoceratopsidae \| \| \| \| \| \| Coronosauria \| \| \| \| |
|         | Leptoceratopsidae                                                  |
|         |                                                                    |
|         | Coronosauria                                                       |
|         |                                                                    |

|  | Leptoceratopsidae |
|  |                   |
|  | Coronosauria      |
|  |                   |

|         | Archaeoceratops                                                    |
|         |                                                                    |
| unnamed | \| \| Leptoceratopsidae \| \| \| \| \| \| Coronosauria \| \| \| \| |
|         | \| \| Leptoceratopsidae \| \| \| \| \| \| Coronosauria \| \| \| \| |
|         | Leptoceratopsidae                                                  |
|         |                                                                    |
|         | Coronosauria                                                       |
|         |                                                                    |

|  | Leptoceratopsidae |
|  |                   |
|  | Coronosauria      |
|  |                   |

|         | Archaeoceratops                                                    |
|         |                                                                    |
| unnamed | \| \| Leptoceratopsidae \| \| \| \| \| \| Coronosauria \| \| \| \| |
|         | \| \| Leptoceratopsidae \| \| \| \| \| \| Coronosauria \| \| \| \| |
|         | Leptoceratopsidae                                                  |
|         |                                                                    |
|         | Coronosauria                                                       |
|         |                                                                    |

|  | Leptoceratopsidae |
|  |                   |
|  | Coronosauria      |
|  |                   |

|         | Archaeoceratops                                                    |
|         |                                                                    |
| unnamed | \| \| Leptoceratopsidae \| \| \| \| \| \| Coronosauria \| \| \| \| |
|         | \| \| Leptoceratopsidae \| \| \| \| \| \| Coronosauria \| \| \| \| |
|         | Leptoceratopsidae                                                  |
|         |                                                                    |
|         | Coronosauria                                                       |
|         |                                                                    |

|  | Leptoceratopsidae |
|  |                   |
|  | Coronosauria      |
|  |                   |

|         | Archaeoceratops                                                    |
|         |                                                                    |
| unnamed | \| \| Leptoceratopsidae \| \| \| \| \| \| Coronosauria \| \| \| \| |
|         | \| \| Leptoceratopsidae \| \| \| \| \| \| Coronosauria \| \| \| \| |
|         | Leptoceratopsidae                                                  |
|         |                                                                    |
|         | Coronosauria                                                       |
|         |                                                                    |

|  | Leptoceratopsidae |
|  |                   |
|  | Coronosauria      |
|  |                   |

|         | Archaeoceratops                                                    |
|         |                                                                    |
| unnamed | \| \| Leptoceratopsidae \| \| \| \| \| \| Coronosauria \| \| \| \| |
|         | \| \| Leptoceratopsidae \| \| \| \| \| \| Coronosauria \| \| \| \| |
|         | Leptoceratopsidae                                                  |
|         |                                                                    |
|         | Coronosauria                                                       |
|         |                                                                    |

|  | Leptoceratopsidae |
|  |                   |
|  | Coronosauria      |
|  |                   |

|         | Archaeoceratops                                                    |
|         |                                                                    |
| unnamed | \| \| Leptoceratopsidae \| \| \| \| \| \| Coronosauria \| \| \| \| |
|         | \| \| Leptoceratopsidae \| \| \| \| \| \| Coronosauria \| \| \| \| |
|         | Leptoceratopsidae                                                  |
|         |                                                                    |
|         | Coronosauria                                                       |
|         |                                                                    |

|  | Leptoceratopsidae |
|  |                   |
|  | Coronosauria      |
|  |                   |

|         | Goyocephale                                                            |
|         |                                                                        |
| unnamed | \| \| Homalocephale \| \| \| \| \| \| Pachycephalosauridae \| \| \| \| |
|         | \| \| Homalocephale \| \| \| \| \| \| Pachycephalosauridae \| \| \| \| |
|         | Homalocephale                                                          |
|         |                                                                        |
|         | Pachycephalosauridae                                                   |
|         |                                                                        |

|  | Homalocephale        |
|  |                      |
|  | Pachycephalosauridae |
|  |                      |

|         | Goyocephale                                                            |
|         |                                                                        |
| unnamed | \| \| Homalocephale \| \| \| \| \| \| Pachycephalosauridae \| \| \| \| |
|         | \| \| Homalocephale \| \| \| \| \| \| Pachycephalosauridae \| \| \| \| |
|         | Homalocephale                                                          |
|         |                                                                        |
|         | Pachycephalosauridae                                                   |
|         |                                                                        |

|  | Homalocephale        |
|  |                      |
|  | Pachycephalosauridae |
|  |                      |

|         | Archaeoceratops                                                    |
|         |                                                                    |
| unnamed | \| \| Leptoceratopsidae \| \| \| \| \| \| Coronosauria \| \| \| \| |
|         | \| \| Leptoceratopsidae \| \| \| \| \| \| Coronosauria \| \| \| \| |
|         | Leptoceratopsidae                                                  |
|         |                                                                    |
|         | Coronosauria                                                       |
|         |                                                                    |

|  | Leptoceratopsidae |
|  |                   |
|  | Coronosauria      |
|  |                   |

|         | Archaeoceratops                                                    |
|         |                                                                    |
| unnamed | \| \| Leptoceratopsidae \| \| \| \| \| \| Coronosauria \| \| \| \| |
|         | \| \| Leptoceratopsidae \| \| \| \| \| \| Coronosauria \| \| \| \| |
|         | Leptoceratopsidae                                                  |
|         |                                                                    |
|         | Coronosauria                                                       |
|         |                                                                    |

|  | Leptoceratopsidae |
|  |                   |
|  | Coronosauria      |
|  |                   |

|         | Archaeoceratops                                                    |
|         |                                                                    |
| unnamed | \| \| Leptoceratopsidae \| \| \| \| \| \| Coronosauria \| \| \| \| |
|         | \| \| Leptoceratopsidae \| \| \| \| \| \| Coronosauria \| \| \| \| |
|         | Leptoceratopsidae                                                  |
|         |                                                                    |
|         | Coronosauria                                                       |
|         |                                                                    |

|  | Leptoceratopsidae |
|  |                   |
|  | Coronosauria      |
|  |                   |

|         | Archaeoceratops                                                    |
|         |                                                                    |
| unnamed | \| \| Leptoceratopsidae \| \| \| \| \| \| Coronosauria \| \| \| \| |
|         | \| \| Leptoceratopsidae \| \| \| \| \| \| Coronosauria \| \| \| \| |
|         | Leptoceratopsidae                                                  |
|         |                                                                    |
|         | Coronosauria                                                       |
|         |                                                                    |

|  | Leptoceratopsidae |
|  |                   |
|  | Coronosauria      |
|  |                   |

|         | Archaeoceratops                                                    |
|         |                                                                    |
| unnamed | \| \| Leptoceratopsidae \| \| \| \| \| \| Coronosauria \| \| \| \| |
|         | \| \| Leptoceratopsidae \| \| \| \| \| \| Coronosauria \| \| \| \| |
|         | Leptoceratopsidae                                                  |
|         |                                                                    |
|         | Coronosauria                                                       |
|         |                                                                    |

|  | Leptoceratopsidae |
|  |                   |
|  | Coronosauria      |
|  |                   |

|         | Archaeoceratops                                                    |
|         |                                                                    |
| unnamed | \| \| Leptoceratopsidae \| \| \| \| \| \| Coronosauria \| \| \| \| |
|         | \| \| Leptoceratopsidae \| \| \| \| \| \| Coronosauria \| \| \| \| |
|         | Leptoceratopsidae                                                  |
|         |                                                                    |
|         | Coronosauria                                                       |
|         |                                                                    |

|  | Leptoceratopsidae |
|  |                   |
|  | Coronosauria      |
|  |                   |

|         | Archaeoceratops                                                    |
|         |                                                                    |
| unnamed | \| \| Leptoceratopsidae \| \| \| \| \| \| Coronosauria \| \| \| \| |
|         | \| \| Leptoceratopsidae \| \| \| \| \| \| Coronosauria \| \| \| \| |
|         | Leptoceratopsidae                                                  |
|         |                                                                    |
|         | Coronosauria                                                       |
|         |                                                                    |

|  | Leptoceratopsidae |
|  |                   |
|  | Coronosauria      |
|  |                   |

|         | Archaeoceratops                                                    |
|         |                                                                    |
| unnamed | \| \| Leptoceratopsidae \| \| \| \| \| \| Coronosauria \| \| \| \| |
|         | \| \| Leptoceratopsidae \| \| \| \| \| \| Coronosauria \| \| \| \| |
|         | Leptoceratopsidae                                                  |
|         |                                                                    |
|         | Coronosauria                                                       |
|         |                                                                    |

|  | Leptoceratopsidae |
|  |                   |
|  | Coronosauria      |
|  |                   |

## Fordítás
- Ez a szócikk részben vagy egészben a Marginocephalia című angol Wikipédia-szócikk ezen változatának fordításán alapul.  Az eredeti cikk szerkesztőit annak laptörténete sorolja fel. Ez a jelzés csupán a megfogalmazás eredetét és a szerzői jogokat jelzi, nem szolgál a cikkben szereplő információk forrásmegjelöléseként.